# Suimanga del Camerun
El suimanga del Camerun (Cyanomitra oritis) és un ocell de la família dels nectarínids (Nectariniidae).

## Hàbitat i distribució
Habita els boscos de muntanya del sud-est de Nigèria, Camerun i l'illa de Bioko.